# Supercoppa islandese 2024 (pallavolo femminile)
La Supercoppa islandese 2024, 7ª edizione della Supercoppa nazionale femminile di pallavolo, si è svolta il 14 settembre 2024: al torneo hanno partecipato due squadre di club islandesi e la vittoria finale è andata per la terza volta al KA Akureyri.

## Regolamento
La formula ha previsto una gara unica.

## Squadre partecipanti
| Squadra     | Qualificazione                     |
| ----------- | ---------------------------------- |
| Afturelding | Vincitrice Coppa d'Islanda 2023-24 |
| KA Akureyri | Vincitrice Úrvalsdeild 2023-24     |

## Torneo
| 14 settembre 2024 Íþróttamiðstöðin að Varmá, Mosfellsbær Durata: 1h:46 - Spettatori: 87 | KA Akureyri | 3 - 2 | Afturelding | 25-9, 20-25, 18-25, 25-9, 15-8 |